# Asura rosea
Asura rosea là một loài bướm đêm thuộc phân họ Arctiinae, họ Erebidae.